# Примарни кључ
У дизајну релационих база података, јединствени кључ или примарни кључ је кандидат за кључ који јединствено идентификује сваку врсту у табели. Јединствени или примарни кључ може да се састоји од једне или више колона. Две различите врсте у табели не могу да имају исту вредност у тим колонама. У зависности од дизајна, табела може да има произвољан број јединствених кључева, али и само један примарни кључ.
Јединствени кључ мора да јединствено идентификује све могуће врсте које могу да се јаве у табели, а не само тренутно постојеће. Примери јединствених кључева су ЈМБГ (који идентификује особу) или ISBN (који идентификује књигу). Име и презиме не представљају јединствени кључ особе јер не идентификују особу јединствено.
Примарни кључ је специјални случај јединственог кључа. Главна разлика је што код јединствених кључева имплицитно  ограничење није аутоматски осигурано док код примарних кључева јесте. Стога вредности у колонама јединственог кључа могу да имају вредност NULL. Још једна разлика је у томе да се примарни кључ дефинише посебном синтаксом.
Релациони модел, изражен релационом алгебром и релационим рачуном не прави разлику између примарних кључева и осталих типова кључева. Примарни кључеви су додати у стандард SQL првенствено да би олакшали посао програмерима.
На јединствене кључеве као и на примарне кључеве могу да референцирају страни кључ еви.

## Дефинисање примарних кључева
Примарни кључеви су дефинисани у ANSI SQL стандарду, преко ограничења PRIMARY KEY. Синтакса за додавање таквог ограничења у постојећу табелу је у SQL:2003 дефинисана на следећи начин:
```
  
ALTER
 
TABLE
 
<
table
 
identifier
>
 

      
ADD
 
[
 
CONSTRAINT
 
<
constraint
 
identifier
>
]
 

      
PRIMARY
 
KEY
 
(
<
column
 
expression
>
 
{
,
 
<
column
 
expression
>
}
...
 
)

```

Примарни кључ може да буде одређен и приликом дефинисања саме табеле. У SQL стандарду, примарни кључ може да се састоји од једне или више колона. Свака колона која учествује у примарном кључу имплицитно је дефинисана као NOT NULL. Неки системи за управљање базама података захтевају да колоне примарног кључа буду и експлицитно означене као NOT NULL.
```
  
CREATE
 
TABLE
 
table_name
 
(

     
id_col
  
INT
,

     
col2
    
CHARACTER
 
VARYING
(
20
),

     
...

     
CONSTRAINT
 
tab_pk
 
PRIMARY
 
KEY
(
id_col
),

     
...

  
)

```

If the primary key consists only of a single column, the column can be marked as such using the following syntax:
```
  
CREATE
 
TABLE
 
table_name
 
(

     
id_col
  
INT
  
PRIMARY
 
KEY
,

     
col2
    
CHARACTER
 
VARYING
(
20
),

     
...

  
)

```

## Дефинисање јединствених кључевва
Дефинисање јединствених кључева је синтаксно врло слично дефинисању примарних кључева.
```
  
ALTER
 
TABLE
 
<
table
 
identifier
>
 

      
ADD
 
[
 
CONSTRAINT
 
<
constraint
 
identifier
>
]
 

      
UNIQUE
 
(
<
column
 
expression
>
 
{
,
 
<
column
 
expression
>
}
...
 
)

```

Likewise, unique keys can be defined as part of the CREATE TABLE SQL statement.
```
  
CREATE
 
TABLE
 
table_name
 
(

     
id_col
   
INT
,

     
col2
     
CHARACTER
 
VARYING
(
20
),

     
key_col
  
SMALLINT
,

     
...

     
CONSTRAINT
 
key_unique
 
UNIQUE
(
key_col
),

     
...

  
)

```

```
  
CREATE
 
TABLE
 
table_name
 
(

     
id_col
  
INT
  
PRIMARY
 
KEY
,

     
col2
    
CHARACTER
 
VARYING
(
20
),

     
...

     
key_col
  
SMALLINT
 
UNIQUE
,

     
...

  
)

```